# Bayannur Airport
Bayannur Airport (kinesiska: 巴彦淖尔机场) är en flygplats i Kina. Den ligger i den autonoma regionen Inre Mongoliet, i den norra delen av landet, omkring 330 kilometer väster om regionhuvudstaden Hohhot.
Runt Bayannur Airport är det mycket glesbefolkat, med 6 invånare per kvadratkilometer. Trakten runt Bayannur Airport består i huvudsak av gräsmarker.
Genomsnittlig årsnederbörd är 251 millimeter. Den regnigaste månaden är juni, med i genomsnitt 65 mm nederbörd, och den torraste är januari, med 1 mm nederbörd.